# Ruffiac (Lot-et-Garonne)
Ruffiac is een gemeente in het Franse departement Lot-et-Garonne (regio Nouvelle-Aquitaine) en telt 149 inwoners (1999). De oppervlakte bedraagt 12,84 km², de bevolkingsdichtheid is 9 inwoners per km².

## Demografie
Onderstaande figuur toont het verloop van het inwonertal (bron: INSEE-tellingen).

1. ↑  Populations de référence 2022.